# 오르도비스기

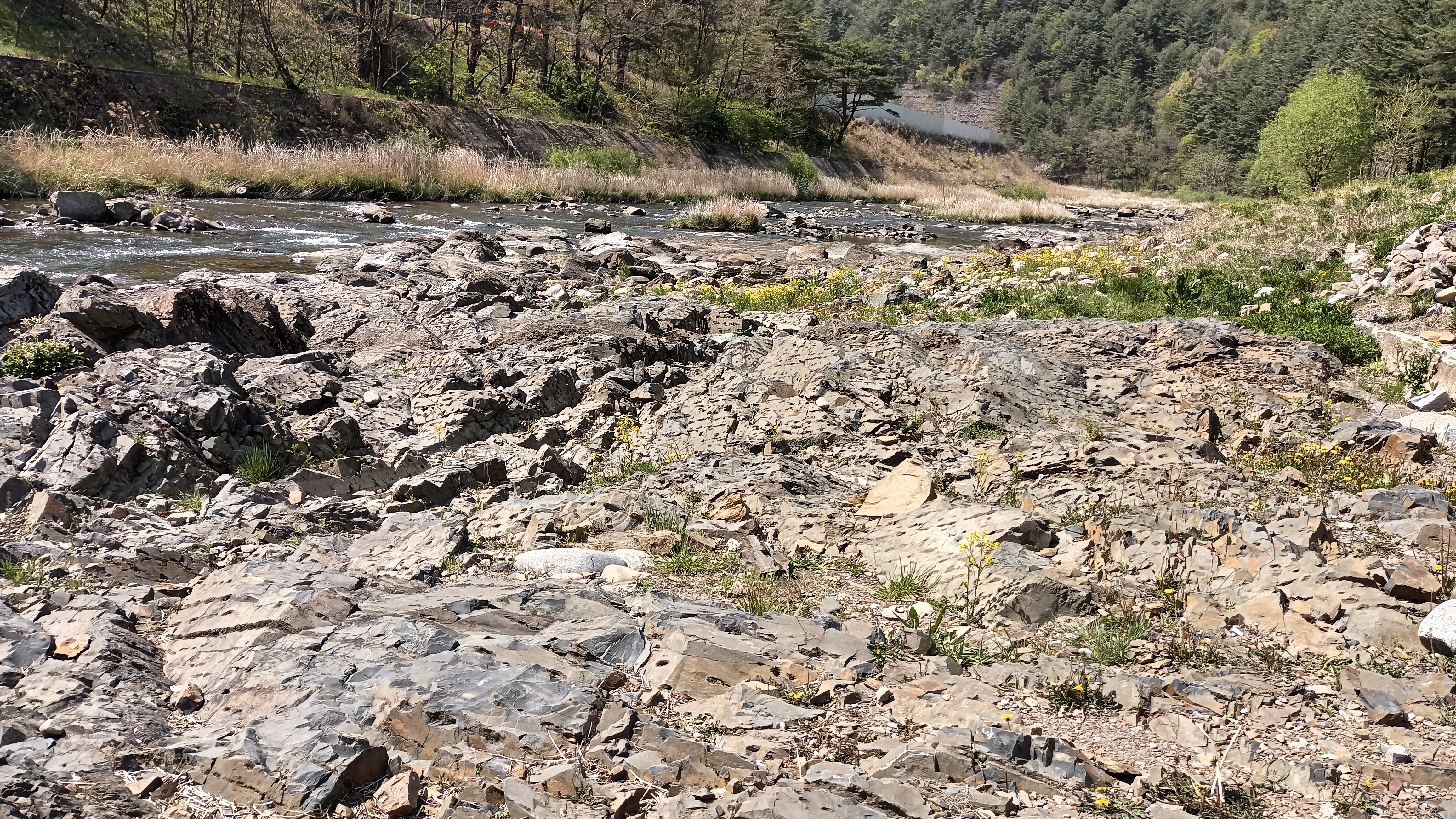
오르도비스기의 지층 조선 누층군 직운산층의 모습

오르도비스기(Ordovician Period)는 고생대의 6개 기 중에서 두 번째 기이다. 4억 8800만년부터 4억 4370만년까지 지속되었다. 캄브리아기 이후, 실루리아기 이전 시기이다. '오르도비스기'라는 이름은 웨일스지방의 오르도비스 부족으로부터 유래하였으며 1879년 찰스 랩워스가 정의하였다. 이 전에는 아담 세드윅과 로데릭 머치슨이 북웨일스의 암석층을 캄브리아기로 넣을 것인지 실루리아기로 넣을것인지에 관한 논쟁이 있었다. 랩워스는 문제가 되는 암석층의 화석 생물군이 캄브리아기와도 실루리아기와도 다른것을 확인하고, 이 층이 새롭게 독립되어야 함을 알게 되었다.
오르도비스기가 인정되는 것은 영국에서는 오랜 시간이 필요했지만, 다른 곳에서는 곧 받아들여졌다. 그리고 1906년에 고생대의 한 기로 공인되었다.

## 연대
오르도비스기는 4억 8830만 년 전에 있었던 소규모 멸종 사건부터 시작한다. 그리고 4460만 년 동안 계속되다가 4억 4370만 년 전의 대규모 멸종 사태로 끝나게 된다. 이 멸종 사건은 해양 생물 속의 60%가 멸종한 사건이다. 이 시기의 암석들은 풍부한 화석을 포함하고 있으며 어떤 지역에서는 석유와 가스의 저류층이기도 하다.

## 고지리
오르도비스기 동안 해수면은 높았다. 오르도비스기의 가장 처음인 트레마도니아세(世) 동안 전 지구적인 해진(海進)이 있었으며 그 증거는 암석에 기록되어 있다.
이 시기 동안 남반구의 대륙들은 모여서 곤드와나 대륙을 형성하였다. 곤드나와 대륙은 적도지방에 있었으나 남극점 방향으로 이동해 가면서 넓은 범위에서 빙식작용을 받았다. 오르도비스기의 초기 동안은 적어도 적도지방은 따뜻했으며, 북아메리카, 유럽, 곤드나와 대륙의 상당 부분이 얕은 바다에 잠겨있었다. 대륙붕에 발달한 얕고 깨끗한 바다에서 탄산칼슘으로 껍질과 뼈를 만드는 생물들이 번성했다. 판탈라사 해가 북반구의 대부분을 덮고 있었으며, 보다 작은 바다로는 오르도비스기 말기에 닫힌 테티스해, 칸티 해와 이아페투스 해, 새롭게 생긴 레아 해 등이 있었다.
오르도비스기의 암석은 대부분 퇴적암이다. 육지의 면적이 좁고 따라서 침식도 활발하지 않았기 때문에, 주로 석회암으로 된 해성 퇴적암이 오르도비스기 퇴적암의 대부분을 차지한다. 셰일과 사암은 드물다. 한국에는 조선 누층군의 상부 퇴적암 지층(두위봉층, 막골층, 직운산층, 두위봉층)이 오르도비스기에 형성되었다. 
주요한 조산운동으로는 캄브리아기에 시작된 타코닉 조산운동이 있다.